# Clásica de Almería 2011
La XXVIº edición de la Clásica de Almería se disputó el domingo 27 de febrero de 2011, por un circuito por la provincia de Almería con inicio y final en Almería, sobre un trazado de 177,6 km.
La prueba perteneció al UCI Europe Tour de los Circuitos Continentales UCI, dentro de la categoría 1.1.
Participaron 14 equipos. Los 2 equipos españoles de categoría UCI ProTour (Movistar Team y Euskaltel-Euskadi); los 3 de categoría Profesional Continental (Caja Rural, Andalucía Caja Granada y Geox-TMC); y 1 de categoría  Continental (Orbea Continental). En cuanto a representación extranjera, estuvieron 8 equipos: los UCI ProTour del Rabobank Cycling Team, Team Garmin-Cervélo, Leopard Trek, Vacansoleil-DCM Pro Cycling Team y Omega Pharma-Lotto; y los Profesionales Continentales del Saur-Sojasun, CCC Polsat Polkowice y UnitedHealthcare Pro Cycling Team. Formando así un pelotón de 107 ciclistas, con 8 corredores cada equipo (excepto el Garmin-Cervélo y Leopard Trek que salieron 6 y el Euskaltel-Euskadi que salió con 7), de los que acabaron 96; aunque 92 de ellos dentro del "control".
El ganador final fue Matteo Pelucchi tras ganar en el sprint por un reducido margen a José Joaquín Rojas, finalmente segundo. Completó el podio Pim Ligthart, tercero en el mencionado sprint.
En las clasificaciones secundarias se impusieron Arkaitz Durán (montaña), Francisco José Ventoso (sprints intermedios), Geox-TMC (equipos) y Juan José Lobato (andaluces).

## Clasificación final
| \| Posición \| Ciclista \| Equipo \| Tiempo \| \| -------- \| ------------------- \| ---------------------- \| --------------- \| \| 1. \| Matteo Pelucchi \| Geox-TMC \| 4 h 22 min 56 s \| \| 2. \| José Joaquín Rojas \| Movistar \| m.t. \| \| 3. \| Pim Ligthart \| Vacansoleil-DCM \| m.t. \| \| 4. \| Christophe Laborie \| Saur-Sojasun \| m.t. \| \| 5. \| Bartłomiej Matysiak \| CCC Polsat Polkowice \| m.t. \| \| 6. \| Aitor Galdós \| Caja Rural \| m.t. \| \| 7. \| Diego Milán \| Caja Rural \| m.t. \| \| 8. \| Robert Förster \| UnitedHealthcare \| m.t. \| \| 9. \| Michał Gołaś \| Vacansoleil-DCM \| m.t. \| \| 10. \| Juan José Lobato \| Andalucía Caja Granada \| m.t. \| |                     |                        |                 |
| Posición | Ciclista            | Equipo                 | Tiempo          |
| 1. | Matteo Pelucchi     | Geox-TMC               | 4 h 22 min 56 s |
| 2. | José Joaquín Rojas  | Movistar               | m.t.            |
| 3. | Pim Ligthart        | Vacansoleil-DCM        | m.t.            |
| 4. | Christophe Laborie  | Saur-Sojasun           | m.t.            |
| 5. | Bartłomiej Matysiak | CCC Polsat Polkowice   | m.t.            |
| 6. | Aitor Galdós        | Caja Rural             | m.t.            |
| 7. | Diego Milán         | Caja Rural             | m.t.            |
| 8. | Robert Förster      | UnitedHealthcare       | m.t.            |
| 9. | Michał Gołaś        | Vacansoleil-DCM        | m.t.            |
| 10. | Juan José Lobato    | Andalucía Caja Granada | m.t.            |